# Prva savezna liga Jugoslavije u nogometu 1957./58.
Prvenstvo Jugoslavije u nogometu za sezonu 1957./58. bilo je dvadeset i deveto po redu najviše nogometno natjecanje u Jugoslaviji, dvanaesto poslijeratno. Prvak je postao hrvatski klub, Dinamo Zagreb. Najviše pogodaka postigao je Todor Veselinović iz Vojvodine. Doprvak je bio srbijanski klub, Partizan.
U sljedećoj sezoni broj momčadi smanjen je s 14 na 12, pa su posljednje dvije momčadi izravno ispadale, dok su 11. i 12. plasirane igrale doigravanje protiv pobjednika 4 zone Druge savezne lige 1957./58.

## Sustav natjecanja
Igralo se u dvije faze. Momčadi su međusobno igrale dvokružni ligaški sustav. Igrala se po jedna utakmica na domaćem i gostujućem terenu.  Prvakom je postala momčad koja je sakupila najviše bodova u skupini za prvaka (pobjeda = 2 boda, neodlučeni ishod = 1 bod, poraz = bez bodova).
Pravila koje su određivala poredak na ljestvici su bila: 1) broj osvojenih bodova, 2) kvocijent golova.

## Formiranje lige
Sezona je kao i nekoliko prethodnih odigrana u formatu od četrnaest timova i po sistemu natjecanja jesen – proljeće. U ovoj sezoni sudionici su bili prvih dvanaest ekipa iz prethodne sezone kao i pobednici kvalifikacija za ulazak u Prvu saveznu ligu u kojima su se natjecali pobjednici zonskih natjecanja jer još uvijek nije bilo Druge savezne lige (Željezničar i Split).

BSK iz Beograda je sezonu počeo s ovim nazivom, no odlukom organa kluba 26. studenog 1957. promijenio jenaziv u OFK Beograd.
- Iz Prve savezne lige natjecali su se Crvena zvezda, Vojvodina, Hajduk Split, Partizan, Dinamo Zagreb, OFK Beograd, Zagreb, Radnički Beograd, Budućnost, Velež Mostar, Vardar Skoplje i Spartak Subotica
- Iz Druge savezne lige plasirali su se Željezničar i Split

## Sudionici
| Slovenija | Hrvatska                                   | Bosna i Hercegovina          | Srbija                    | Srbija                                                  | Srbija  | Crna Gora   | Makedonija   |
| Slovenija | Hrvatska                                   | Bosna i Hercegovina          | Vojvodina                 | Središnja Srbija                                        | Kosovo  | Crna Gora   | Makedonija   |
| --------- | ------------------------------------------ | ---------------------------- | ------------------------- | ------------------------------------------------------- | ------- | ----------- | ------------ |
| - nitko   | - Dinamo (Z) - Hajduk (S) - Split - Zagreb | - Velež Mostar - Željezničar | - Spartak (S) - Vojvodina | - Crvena zvezda - OFK Beograd - Partizan - Radnički (B) | - nitko | - Budućnost | - Vardar (S) |

- Beogradski SK, Beograd
- FK Budućnost, Titograd
- FK Crvena zvezda, Beograd
- NK Dinamo, Zagreb
- NK Hajduk, Split
- JSD Partizan, Beograd
- FK Radnički, Beograd
- RNK Split, Split
- FK Spartak, Subotica
- FK Vardar, Skoplje
- FK Velež, Mostar
- FK Vojvodina, Novi Sad
- NK Zagreb, Zagreb
- FK Željezničar, Sarajevo

## Ljestvica
| mj.     | klub             | ut. | pob. | ner. | por. | gol+ | gol- | kvoc  | bod |
| ------- | ---------------- | --- | ---- | ---- | ---- | ---- | ---- | ----- | --- |
| 1.      | Dinamo Zagreb    | 26  | 15   | 7    | 4    | 53   | 33   | 1,606 | 37  |
| 2.      | Partizan         | 26  | 13   | 7    | 6    | 46   | 33   | 1,394 | 33  |
| 3.      | Radnički Beograd | 26  | 11   | 6    | 9    | 50   | 38   | 1,316 | 28  |
| 4.      | Crvena zvezda    | 26  | 10   | 8    | 8    | 45   | 38   | 1,184 | 28  |
| 5.      | Vojvodina        | 26  | 12   | 3    | 11   | 55   | 32   | 1,719 | 27  |
| 6.      | Velež Mostar     | 26  | 11   | 4    | 11   | 40   | 42   | 0,952 | 26  |
| 7.      | Vardar Skoplje   | 26  | 10   | 6    | 10   | 30   | 44   | 0,682 | 26  |
| 8.      | Željezničar      | 26  | 9    | 7    | 10   | 47   | 44   | 1,068 | 25  |
| 9.      | Hajduk Split     | 26  | 10   | 5    | 11   | 42   | 43   | 0,977 | 25  |
| 10.     | Budućnost        | 26  | 8    | 9    | 9    | 30   | 36   | 0,833 | 25  |
| 11.     | Split            | 26  | 12   | 1    | 13   | 35   | 42   | 0,833 | 25  |
| 12.     | Spartak Subotica | 26  | 10   | 4    | 12   | 50   | 45   | 1,111 | 24  |
| 13.     | OFK Beograd      | 26  | 6    | 8    | 12   | 27   | 50   | 0,540 | 20  |
| 14.     | Zagreb           | 26  | 5    | 5    | 16   | 31   | 61   | 0,508 | 15  |
|         |                  |     |      |      |      |      |      |       |     |
| Izvori: |                  |     |      |      |      |      |      |       |     |

| Baraž za 10. mjesto | Baraž za 10. mjesto | Baraž za 10. mjesto | Baraž za 10. mjesto | Baraž za 10. mjesto |
| ------------------- | ------------------- | ------------------- | ------------------- | ------------------- |
| RNK Split           | –                   | Budućnost           | 0:0                 | 0:4                 |

- Dinamo Zagreb je prvak Jugoslavije i plasirao se u Kup prvaka 1958./59.
- Split i Spartak igraju kvalifikacije protiv pobjednika 4 zone 2. ranga
- OFK Beograd i Zagreb (direktno), Split i Spartak (nakon kvalifikacija) ispali su u Drugu saveznu ligu

## Rezultati
| 1957./58. | 1957./58.        | DIN | PAR | RAD | C.Z | VOJ | VEL | VAR | ŽEL | HAJ | BUD | SPL | SPA | OFK | ZAG |
| 1.        | Dinamo Zagreb    |     | 1:0 | 1:1 | 1:1 | 4:1 | 4:2 | 5:1 | 1:0 | 4:0 | 1:0 | 4:1 | 3:1 | 0:0 | 3:1 |
| 2.        | Partizan         | 4:1 |     | 1:0 | 2:2 | 1:5 | 2:1 | 0:1 | 1:1 | 5:1 | 1:0 | 1:0 | 4:2 | 1:1 | 3:0 |
| 3.        | Radnički Beograd | 4:0 | 4:0 |     | 1:5 | 2:1 | 6:1 | 2:2 | 1:2 | 1:1 | 4:0 | 3:2 | 4:2 | 3:0 | 0:0 |
| 4.        | Crvena zvezda    | 1:2 | 2:2 | 4:4 |     | 2:1 | 2:1 | 9:1 | 2:2 | 1:0 | 1:4 | 2:1 | 2:1 | 1:0 | 1:1 |
| 5.        | Vojvodina        | 0:0 | 2:1 | 1:1 | 1:1 |     | 0:1 | 2:0 | 1:0 | 2:1 | 6:0 | 4:0 | 3:1 | 9:1 | 6:1 |
| 6.        | Velež Mostar     | 2:3 | 1:1 | 3:0 | 2:1 | 2:0 |     | 1:0 | 1:3 | 3:0 | 0:0 | 3:0 | 1:3 | 3:1 | 4:0 |
| 7.        | Vardar Skoplje   | 0:3 | 1:0 | 3:2 | 2:1 | 2:1 | 0:1 |     | 0:0 | 2:2 | 2:0 | 3:0 | 1:1 | 4:2 | 1:1 |
| 8.        | Željezničar      | 1:1 | 1:4 | 3:0 | 3:1 | 3:0 | 4:1 | 1:2 |     | 2:5 | 1:1 | 5:1 | 5:2 | 0:0 | 2:4 |
| 9.        | Hajduk Split     | 5:1 | 1:3 | 2:1 | 0:1 | 1:0 | 1:1 | 4:0 | 3:1 |     | 3:3 | 2:2 | 1:3 | 4:0 | 2:0 |
| 10.       | Budućnost        | 0:1 | 2:2 | 0:1 | 2:0 | 3:1 | 1:1 | 1:0 | 1:1 | 2:0 |     | 4:1 | 0:0 | 0:0 | 1:1 |
| 11.       | Split            | 1:0 | 0:2 | 1:0 | 3:0 | 1:0 | 2:0 | 4:0 | 2:1 | 2:0 | 0:2 |     | 2:0 | 3:0 | 4:2 |
| 12.       | Spartak Subotica | 4:4 | 1:2 | 3:1 | 0:0 | 3:1 | 5:1 | 1:0 | 3:2 | 0:1 | 0:2 | 0:1 |     | 5:1 | 2:0 |
| 13.       | OFK Beograd      | 0:0 | 1:1 | 0:2 | 0:2 | 0:2 | 1:2 | 0:0 | 5:1 | 3:1 | 3:1 | 2:0 | 2:1 |     | 3:2 |
| 14.       | Zagreb           | 2:5 | 1:2 | 0:2 | 1:0 | 0:5 | 2:1 | 0:2 | 1:2 | 0:1 | 5:0 | 2:1 | 2:6 | 2:2 |     |

Ligaški odbor FSJ 22. srpnja 1957. održao je izvlačenje (i to Žarko Matić, predstavnik Vojvodinr) natjecateljskih brojeva za nogometno prvenstvo Jugoslavije u sezoni 1957./58., na temelju čega je izrađen raspored metodom Bergerove tablice.
| 1. kolo 10. 8. 1957. Radnički (B) – Split 3:2 (1:0) 11. 8. 1957. Željezničar (S) – Vardar 1:2 (1:2) Zagreb – Partizan 1:2 (0:1) Spartak – Vojvodina 3:1 (2:1) Crvena zvezda – Dinamo 1:2 (1:0) Velež – Budućnost (T) 0:0 Hajduk – BSK 4:0 (1:0) 2. kolo 17. 8. 1957. Partizan – Spartak 4:2 (2:1) 18. 8. 1957. Split – BSK 3:0 (1:0) Budućnost (T) – Hajduk 2:0 (1:0) Dinamo – Velež 4:2 (2:1) Vojvodina – Crvena zvezda 1:1 (0:0) Vardar – Zagreb 1:1 (1:1) Radnički (B) – Željezničar (S) 1:2 (0:1) 3. kolo 24. 8. 1957. BSK – Budućnost (T) 3:1 (0:1) 25. 8. 1957. Željezničar (S) – Split 5:1 (2:0) Zagreb – Radnički (B) 0:2 0:0) Spartak – Vardar 1:0 (1:0) Crvena zvezda – Partizan 2:2 (2:1) Velež – Vojvodina 2:0 (1:0) Hajduk – Dinamo 5:1 (4:0) 4. kolo 31. 8. 1957. Radnički (B) – Spartak 4:2 (2:2) 1. 9. 1957. Split – Budućnost (T) 0:2 (0:2) Vojvodina – Hajduk 2:1 (1:1) Vardar – Crvena zvezda 2:1 (2:1) Dinamo – BSK 0:0 Partizan – Velež 2:1 (1:1) Željezničar (S) – Zagreb 2:4 (0:3) 5. kolo 8. 9. 1957. Zagreb – Split 2:1 (2:0) Spartak – Željezničar (S) 3:2 (1:0) BSK – Vojvodina 0:2 (0:1) Hajduk – Partizan 1:3 (0:1) Budućnost (T) – Dinamo 0:1 (0:0) Velež – Vardar 1:0 (0:0) 9. 9. 1957. Crvena zvezda – Radnički (B) 4:4 (2:2) 6. kolo 5. 10. 1957. Partizan – BSK 1:1 (0:0) 6. 10. 1957. Split – Dinamo 1:0 (0:0) Željezničar (S) – Crvena zvezda 3:1 (1:1) Vardar – Hajduk 2:2 (1:2) Vojvodina – Budućnost (T) 6:0 (4:0) Radnički (B) – Velež 6:1 (2:1) Zagreb – Spartak 0:2 (0:0) 7. kolo 12. 10. 1957. BSK – Vardar 0:0 13. 10. 1957. Velež – Željezničar 1:3 (1:1) Spartak – Split 0:1 (0:1) Hajduk – Radnički (B) 2:1 (1:0) Dinamo – Vojvodina 4:1 (2:1) Budućnost (T) – Partizan 2:2 (1:2) Crvena zvezda – Zagreb 1:1 (0:1) 8. kolo 19. 10. 1957. Radnički (B) – BSK 3:0 (1:0) 20. 10. 1957. Partizan – Dinamo 4:1 (2:1) Spartak – Crvena zvezda 0:0 Split – Vojvodina 1:0 (0:0) Željezničar (S) – Hajduk 2:5 (0:2) Vardar – Budućnost (T) 2:0 (1:0) Zagreb – Velež 2:1 (2:1) 9. kolo 26. 10. 1957. Crvena zvezda – Split 2:1 (1:0) 27. 10. 1957. BSK – Željezničar (S) 5:1 (1:1) Vojvodina – Partizan 2:1 (1:0) Velež – Spartak 1:3 (1:1) Hajduk – Zagreb 2:0 (1:0) Budućnost (T) – Radnički (B) 0:1 (0:0) Dinamo – Vardar 5:1 (2:0) 10. kolo 20. 11. 1957. Crvena zvezda – Velež 2:1 (1:0) 24. 11. 1957. Vardar – Vojvodina 2:1 (1:1) Željezničar (S) – Budućnost (T) 1:1 (1:0) Spartak – Hajduk 0:1 (0:0) Zagreb – BSK 2:2 (0:0) Split – Partizan 0:1 (0:0) Radnički (B) – Dinamo 4:0 (1:0) Dana 26. studenog dolazi do spajanja klubova BSK Beograd i TSC Šumadija (član Beogradske zone). Novoformirani klub nosit će ime (OFK) Beograd. 11. kolo 30. 11. 1957. Partizan – Vardar 0:1 (0:0) 1. 12. 1957. Hajduk – Crvena zvezda 0:1 (0:0) Budućnost (T) – Zagreb 1:1 (1:1) Velež – Split 3:0 (3:0) Dinamo – Željezničar (S) 1:0 (1:0) Vojvodina – Radnički (B) 1:1 (1:0) OFK Beograd – Spartak 2:1 (1:0) 12. kolo 7. 12. 1957. Crvena zvezda – OFK Beograd 1:0 (1:0) 8. 12. 1957. Radnički (B) – Partizan 4:0 (2:0) Spartak – Budućnost (T) 0:2 (0:1) Split – Vardar 4:0 (3:0) Velež – Hajduk 3:0 (2:0) Zagreb – Dinamo 1:3 (1:2) Željezničar (S) – Vojvodina 3:0 (0:0) 13. kolo 14. 12. 1957. OFK Beograd – Velež 1:2 (1:0) 15. 12. 1957. Dinamo – Spartak 3:1 (2:0) Hajduk – Split 2:2 (1:1) Budućnost (T) – Crvena zvezda 2:0 (2:0) Vojvodina – Zagreb 6:1 (3:0) Vardar – Radnički (B) 3:2 (1:1) Partizan – Željezničar (S) 1:1 (0:0) | 14. kolo 15. 2. 1958. Partizan – Zagreb 3:0 (0:0) 16. 2. 1958. OFK Beograd – Hajduk 3:1 (1:0) Vojvodina – Spartak 3:1 (1:1) Vardar – Željezničar (S) 0:0 Dinamo – Crvena zvezda 1:1 (1:0) Budućnost (T) – Velež 1:1 (0:1) Split – Radnički (B) 1:0 (0:0) 15. kolo 22. 2. 1958. OFK Beograd – Split 2:0 (1:0) 23. 2. 1958. Crvena zvezda – Vojvodina 2:1 (1:0) Spartak – Partizan 1:2 (1:1) Velež – Dinamo 2:3 (2:1) Željezničar (S) – Radnički (B) 3:0 (2:0) Zagreb – Vardar 0:2 (0:1) Hajduk – Budućnost (T) 3:3 (2:0) 16. kolo 2. 3. 1958. Split – Željezničar (S) 2:1 (0:1) Dinamo – Hajduk 4:0 (1:0) Vardar – Spartak 1:1 (0:1) Vojvodina – Velež 0:1 (0:0) Partizan – Crvena zvezda 2:2 (1:1) Budućnost (T) – OFK Beograd 0:0 17. kolo 8. 3. 1958. Crvena zvezda – Vardar 9:1 (5:0) 9. 3. 1958. OFK Beograd – Dinamo 0:0 Spartak – Radnički (B) 3:1 (1:1) Budućnost (T) – Split 4:1 (0:1) Hajduk – Vojvodina 1:0 (1:0) Velež – Partizan 1:1 (0:0) Zagreb – Željezničar (S) 1:2 (0:2) 18. kolo 15. 3. 1958. Partizan – Hajduk 5:1 (3:0) 16. 3. 1958. Vardar – Velež 0:1 (0:1) Split – Zagreb 4:2 (1:1) Željezničar (S) – Spartak 5:2 (1:2) Vojvodina – OFK Beograd 9:1 (3:0) Radnički (B) – Crvena zvezda 1:5 (0:4) Dinamo – Budućnost (T) 1:0 (1:0) 19. kolo 22. 3. 1958. Crvena zvezda – Željezničar (S) 2:2 (2:2) 23. 3. 1958. Dinamo – Split 4:1 (1:1) Spartak – Zagreb 6:2 (5:2) Hajduk – Vardar 4:0 (3:0) OFK Beograd – Partizan 1:1 (0:1) Budućnost (T) – Vojvodina 3:1 (1:0) Velež – Radnički (B) 3:0 (2:0) 20. kolo 19. 3. 1958. Radnički (B) – Hajduk 1:1 (0:0) 26. 3. 1958. Vojvodina – Dinamo 0:0 Partizan – Budućnost (T) 1:0 (1:0) Vardar – OFK Beograd 4:2 (2:1) Željezničar (S) – Velež 4:1 (2:1) Zagreb – Crvena zvezda 1:0 (1:0) Split – Spartak 2:0 (0:0) 21. kolo 29. 3. 1958. Radnički (B) – OFK Beograd 2:0 (0:0) 30. 3. 1958. Dinamo – Partizan 1:0 (0:0) Budućnost (T) – Vardar 1:0 (1:0) Hajduk – Željezničar (S) 3:1 (2:0) Velež – Zagreb 4:0 (1:0) Crvena zvezda – Spartak 2:1 (1:0) Vojvodina – Split 4:0 22. kolo 5. 4. 1958. Radnički (B) – Budućnost (T) 4:0 (1:0) 6. 4. 1958. Partizan – Vojvodina 1:5 (0:3) Split – Crvena zvezda 1:1 (0:0) (prekinuto u 73. minuti, igrači Zvezde napustili su teren u 72. minuti nakon što je Kostić pogođen kamenicom iz publike) (3:0 par-forfe) Vardar – Dinamo 0:3 (0:0) Spartak – Velež 5:1 (3:1) Željezničar (S) – OFK Beograd 0:0 Zagreb – Hajduk 0:1 (0:0) 23. kolo 9. 4. 1958. Hajduk – Spartak 1:3 (0:0) Dinamo – Radnički (B) 1:1 (0:0) Budućnost (T) – Željezničar (S) 1:1 (1:0) Velež – Crvena zvezda 2:1 (1:0) Vojvodina – Vardar 2:0 (1:0) Partizan – Split 2:0 (0:0) 10. 4. 1958. OFK Beograd – Zagreb 3:2 (2:1) 24. kolo 12. 4. 1958. Radnički (B) – Vojvodina 2:1 (2:0) 13. 4. 1958. Željezničar (S) – Dinamo 1:1 (1:1) Zagreb – Budućnost (T) 5:0 (2:0) Split – Velež 2:0 (0:0) Vardar – Partizan 1:0 (0:0) Spartak – OFK Beograd 5:0 (3:0) Crvena zvezda – Hajduk 1:0 (1:0) 25. kolo23. 4. 1958. Budućnost (T) – Spartak 0:0 Vardar – Split 3:0 (0:0) Crvena zvezda – OFK Beograd 2:0 (1:0) Vojvodina – Željezničar (S) 1:0 (0:0) Dinamo – Zagreb 5:2 (3:1) Hajduk – Velež 1:1 (1:0) 24. 4. 1958. Partizan – Radnički (B) 1:0 (1:0) 26. kolo27. 4. 1958. Velež – OFK Beograd 3:1 (1:0) Split – Hajduk 2:0 (0:0) Zagreb – Vojvodina 0:5 (0:3) Spartak – Dinamo 4:4 (1:2) Željezničar (S) – Partizan 1:4 (1:2) Radnički (B) – Vardar 2:2 (1:2) Crvena zvezda – Budućnost (T) 1:4 (0:2) |

## Prvaci
Dinamo Zagreb
trener: Gustav Lechner
Popis igrača s brojem odigranih ligaških utakmica i brojem postignutih ligaških pogodaka: 
Ivica Banožić 18 nastupa (0 golova), Aleksandar Benko 12 (8), Tomislav Crnković 25 (0), Vladimir Čonč 20 (4), Emil Ferković 5 (0), Franjo Gašpert 22 (7), Drago Hmelina 8 (1), Ivan Horvat 26 (0), Bernard Hügl 3 (0), Gordan Irović 24 (0), Dražan Jerković 22 (17), Marijan Kolonić 1 (0), Mladen Košćak 22 (0), Luka Lipošinović 20 (8), Željko Matuš 20 (3), Zdravko Prelčec 4 (1), Branko Režek 24 (2), Ivan Šantek 8 (0) i Šikić ? (?).

## Statistika

### Ljestvica strijelaca
Pri jednakom broju pogodaka igrači su poredani abecedno.
| Pl. | Ime                  | Klub             | Pogodaka |
| --- | -------------------- | ---------------- | -------- |
| 1.  | Todor Veselinović    | Vojvodina        | 19       |
| 2.  | Dražan Jerković      | Dinamo Zagreb    | 18       |
| 3.  | Tihomir Ognjanov     | Spartak Subotica | 14       |
| 3.  | Radivoj Ognjanović   | Radnički Beograd | 14       |
| 5.  | Branislav Mihajlović | Partizan         | 13       |
| 5.  | Aleksandar Petaković | Radnički Beograd | 13       |
| 5.  | Vojislav Tonković    | Spartak Subotica | 13       |
| 8.  | Ilijas Pašić         | Željezničar      | 12       |
| 8.  | Zoran Prljinčević    | Radnički Beograd | 12       |
| 8.  | Joško Vidošević      | Hajduk Split     | 12       |

### Broj gledatelja i golova
| Jesenski dio                                                                    | Jesenski dio | Jesenski dio |  | Proljetni dio | Proljetni dio | Proljetni dio |
| Kolo                                                                            | Golova       | Gledatelja   |  | Kolo          | Golova        | Gledatelja    |
| ------------------------------------------------------------------------------- | ------------ | ------------ |  | ------------- | ------------- | ------------- |
| I.                                                                              | 22           | 82.000       |  | XIV.          | 16            | 97.000        |
| II.                                                                             | 24           | 69.000       |  | XV.           | 24            | 67.500        |
| III.                                                                            | 25           | 112.000      |  | XVI.          | 14            | 102.000       |
| IV.                                                                             | 23           | 95.000       |  | XVII.         | 25            | 60.000        |
| V.                                                                              | 24           | 71.000       |  | XVIII.        | 37            | 100.000       |
| VI.                                                                             | 26           | 70.000       |  | XIX.          | 30            | 50.000        |
| VII.                                                                            | 19           | 76.000       |  | XX.           | 17            | 70.000        |
| VIII.                                                                           | 21           | 98.500       |  | XXI.          | 19            | 56.000        |
| IX.                                                                             | 25           | 66.000       |  | XXII.         | 23            | 97.000        |
| X.                                                                              | 18           | 72.000       |  | XXIII.        | 20            | 59.000        |
| XI.                                                                             | 13           | 38.600       |  | XXIV.         | 19            | 76.000        |
| XII.                                                                            | 21           | 70.500       |  | XXV.          | 16            | 44.000        |
| XIII.                                                                           | 27           | 69.000       |  | XXVI.         | 33            | 56.000        |
| Ukupno: 581 golova (3,19 po utakmici) 1.924.100 gledatelja (10.571 po utakmici) |              |              |  |               |               |               |
| Izvori:                                                                         |              |              |  |               |               |               |

## Kvalifikacije
Za ulazak u 1. saveznu ligu igrale su se kvalifikacije između pobjednika četiriju drugoligaških zona, te klubova koji su se u protekloj sezoni plasirali na 11. i 12. mjesto 1. lige. 

Natjecanje je odigrano u dvije grupe, a pobjednici grupa stekli su status prvoligaša.

### I. grupa
| Rijeka   | – | Spartak  | 3:0 |
| Spartak  | – | Napredak | 6:0 |
| Napredak | – | Rijeka   | 0:0 |
| Spartak  | – | Rijeka   | 0:0 |
| Napredak | – | Spartak  | 2:1 |
| Rijeka   | – | Napredak | 6:4 |

| mj. | klub              | ut. | pob. | ner. | por. | gol+ | gol- | kvoc  | bod |
| --- | ----------------- | --- | ---- | ---- | ---- | ---- | ---- | ----- | --- |
| 1.  | Rijeka            | 4   | 2    | 2    | 0    | 9    | 4    | 2,250 | 6   |
| 2.  | Spartak Subotica  | 4   | 1    | 1    | 2    | 7    | 5    | 1,400 | 3   |
| 3.  | Napredak Kruševac | 4   | 1    | 1    | 2    | 6    | 13   | 0,461 | 3   |

- Rijeka se plasirala u Prvu saveznu ligu

### II. grupa
| Split    | – | Sarajevo | 0:0 |
| Proleter | – | Split    | 2:2 |
| Sarajevo | – | Proleter | 5:4 |
| Sarajevo | – | Split    | 4:0 |
| Split    | – | Proleter | 1:4 |
| Proleter | – | Sarajevo | 2:1 |

| mj. | klub               | ut. | pob. | ner. | por. | gol+ | gol- | kvoc  | bod |
| --- | ------------------ | --- | ---- | ---- | ---- | ---- | ---- | ----- | --- |
| 1.  | Sarajevo           | 4   | 2    | 1    | 1    | 10   | 6    | 1,666 | 5   |
| 2.  | Proleter Zrenjanin | 4   | 2    | 1    | 1    | 10   | 7    | 1,428 | 5   |
| 3.  | Split              | 4   | 0    | 2    | 2    | 3    | 10   | 0,300 | 2   |

- Sarajevo se plasirao u Prvu saveznu ligu

## Poveznice
- Zonske lige 1957./58.
- Treći rang prvenstva Jugoslavije 1957./58.
- Kup maršala Tita 1957./58.

## Vanjske poveznice
- exyufudbal.in.rs, Prva savezna liga 1957./58.  Arhivirana inačica izvorne stranice od 8. listopada 2017. (Wayback Machine)
- Povijest Dinama - sezona 1957./58.  Arhivirana inačica izvorne stranice od 26. svibnja 2019. (Wayback Machine)
- hrnogometdb, Sezona 1957/58.
- [neaktivna poveznica]
- Eu-football.info
- SISTEM TAKMIČENJA U JUGOSLAVIJI 1955.-1962.
- www.historical-lineups.com
  - Godišnjak
  - Klubovi
  - Statistika 1956-1958
- exyufudbal.in.rs : tabele
- exyufudbal.in.rs : rezultati